# ألكسندر بوبوفيتش (لاعب كرة قدم)
ألكسندر بوبوفيتش (بالسيريلية الصربية: Александар Поповић) هو لاعب كرة قدم صربي في مركز حراسة المرمى، ولد في 29 سبتمبر 1999 في بلغراد في صربيا. لعب مع نادي بارتيزان.

## وصلات خارجية
- ألكسندر بوبوفيتش على موقع الاتحاد الأوربي (الإنجليزية)
- ألكسندر بوبوفيتش على موقع قاعدة بيانات كرة القدم.إي يو (الإنجليزية)
- ألكسندر بوبوفيتش على موقع بيانات كرة القدم. دي إي (الألمانية)
- ألكسندر بوبوفيتش على موقع ناشيونال فوتبول تيمز (الإنجليزية)
- ألكسندر بوبوفيتش على موقع Soccerbase.com (لاعب) (الإنجليزية)
- ألكسندر بوبوفيتش على موقع Soccerway.com (الإنجليزية)
- ألكسندر بوبوفيتش على موقع عالم كرة القدم.نت (الإنجليزية)